# Siemensbahn

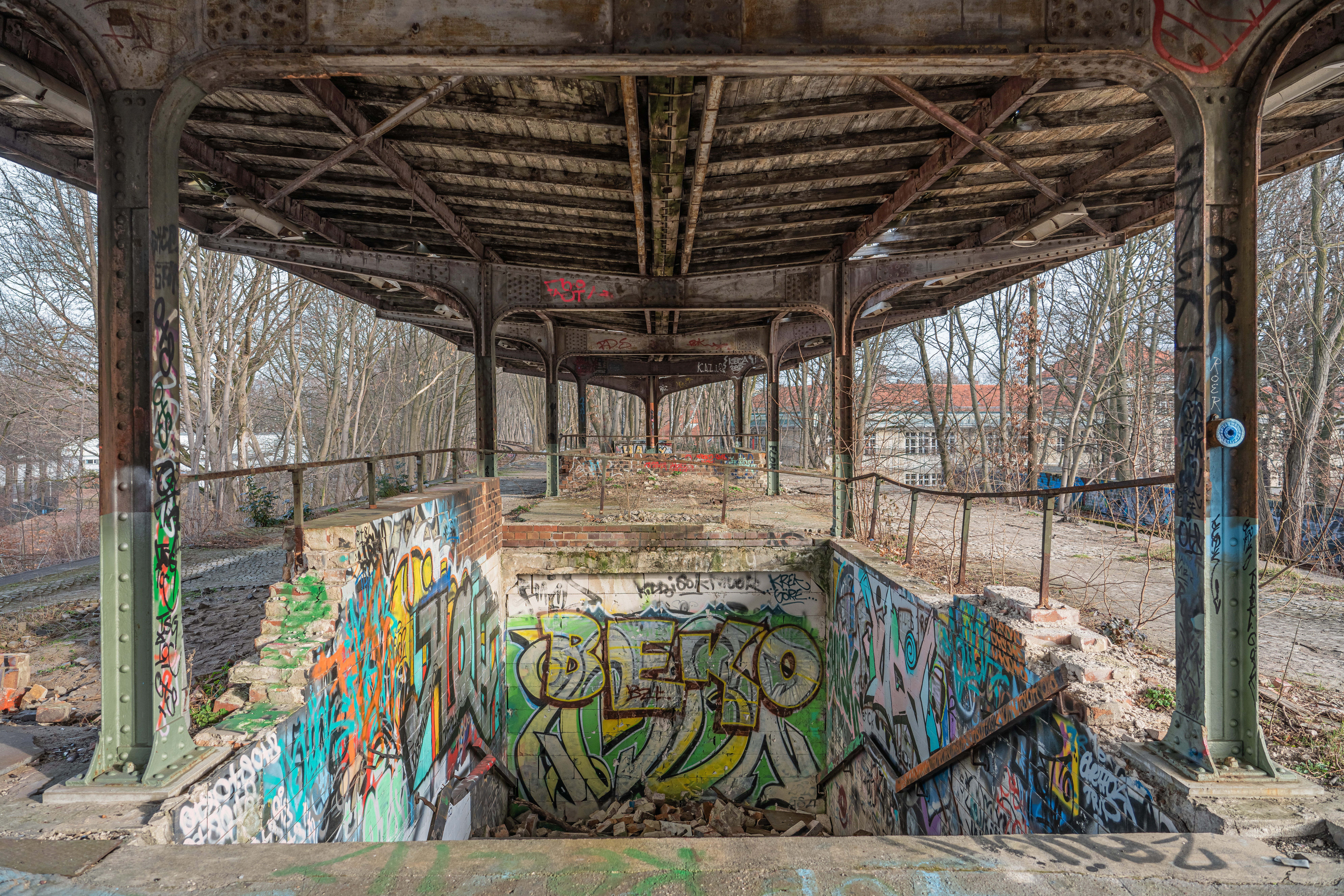
Bahnhof Siemensstadt.

Siemensbahn är en nerlagd pendeltågssträcka i Berlin som fått sitt namn efter Siemens AG som byggde banan 1927-1929. 
Siemensbahn byggdes för att arbetarna på Siemens-fabrikerna skulle kunna åka till och från sina arbeten i Siemensstadt. Efter andra världskriget flyttade Siemens stora delar av sina verksamheter från Berlin och banan tappade resenärer. Efterhand så trappades trafiken ned och banan lades ner helt i samband med den stora S-Bahn-strejken 1980. Istället fungerar Berlins tunnelbanas linje U7 som kommunikationsväg ut till Siemensstadt och Spandau med bl.a. U-bahnstationen Siemensdamm.
Siemensbahn ligger dock kvar, och för närvarande pågår reaktiveringsarbeten med järnvägssträckningen. Planen är att återöppna banan, och tyska DB stöder projektet. Banan är ganska kort och består av enbart tre stationer: Wernerwerk, Siemensstadt och Gartenfeld. 

## Galleri

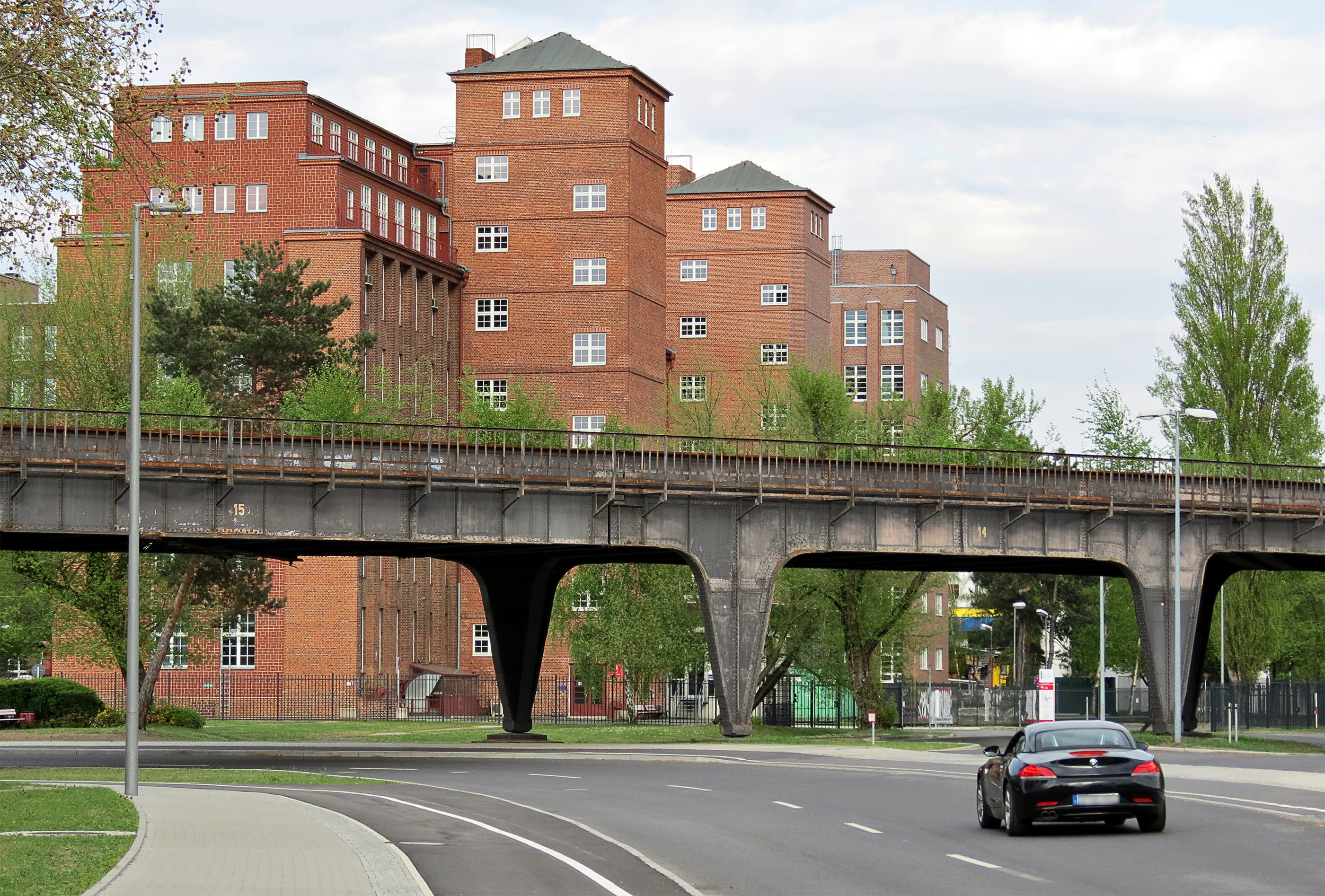
Banan vid Wernerwerk XV
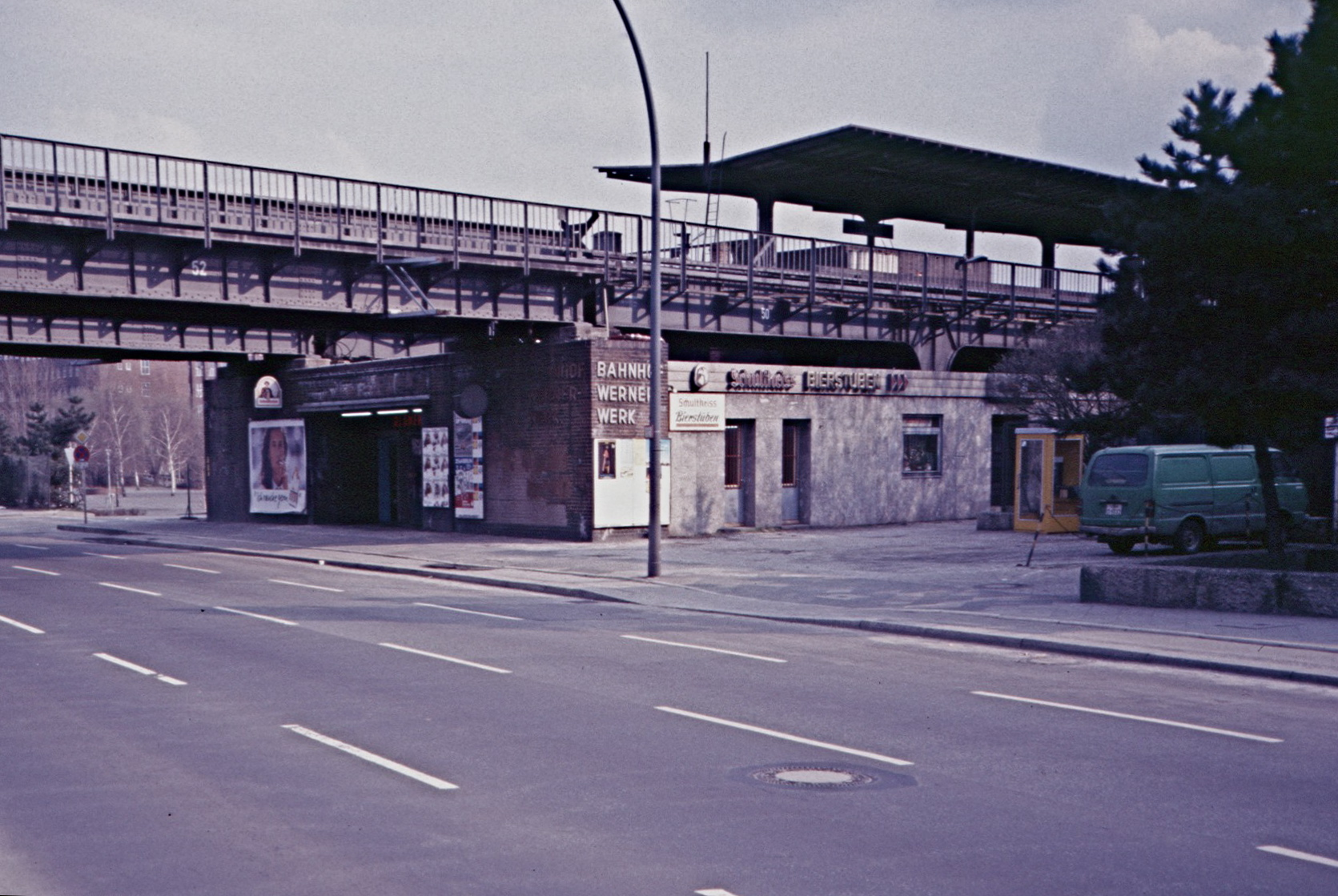
Bahnhof Wernerwerk är en av stationerna på Siemensbahn (1987)
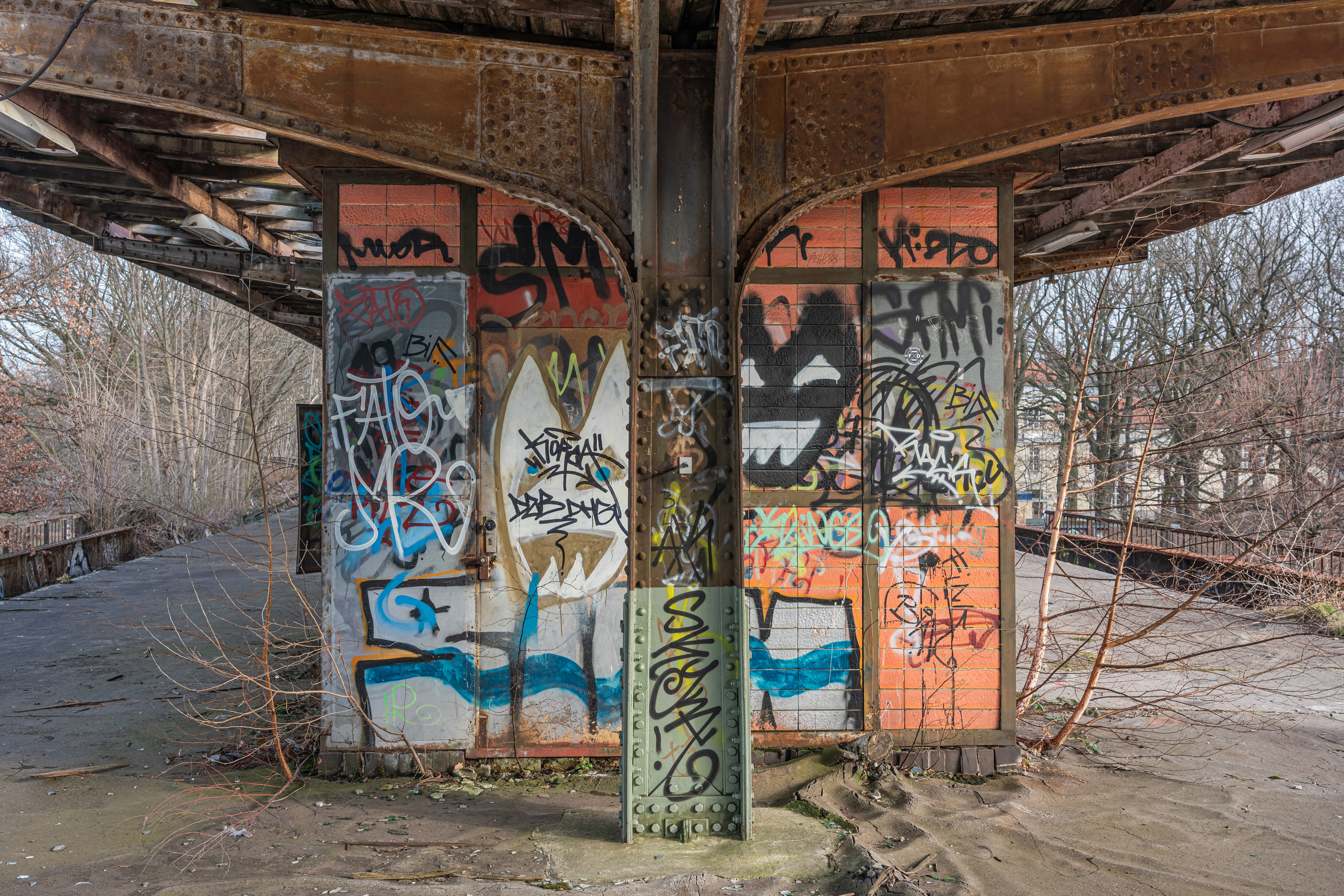
Bahnhof Siemensstadt